# عيد الفارسي
عيد محمد الفارسي المعروف باسم عيد الفارسي (مواليد 31 يناير 1987) هو لاعب كرة قدم عماني يجيد اللعب كلاعب ارتكاز لصالح نادي الرائد السعودي.

## روابط خارجية
- عيد الفارسي على موقع الاتحاد الدولي (مؤرشف)  (الإنجليزية)
- عيد الفارسي على موقع قاعدة بيانات كرة القدم.إي يو (الإنجليزية)
- عيد الفارسي على موقع ناشيونال فوتبول تيمز (الإنجليزية)
- عيد الفارسي على موقع Soccerway.com (الإنجليزية)
- عيد الفارسي على موقع كووورة